# Сімоне Руффіні
Сімоне Руффіні (італ. Simone Ruffini, 7 грудня 1989) — італійський плавець.
Учасник Олімпійських Ігор 2016 року.
Переможець літньої Універсіади 2011 року.